# Самоводене
Самоводене е село в Северна България. То се намира в община Велико Търново, област Велико Търново.

## География
Селото е разположено на около 10 km северно от град Велико Търново. В близост до селото се намира изворът на река Раковица.

### Махали
Селото е разделено на 5 махали:
Сред село, Горната махала, Ханищата, Бялата пръст и Кобилица

## История
В землището на Самоводене е разкрито селище от ранния неолит (6000 г. пр.н.е.). Забележително е откритото жилище с площ над 120 m². Проучен е уникален култов комплекс, състоящ се от култова сграда, култова яма и култова шахта с радиус 1,80 m и дълбочина 12,80 m, възникнали във връзка с ритуалните практики на култа към слънцето и великата богиня-майка. Друга находка е пластичното изображение на младо момиче върху стената на керамичен съд на възраст 8400 години, моделирано така умело, че извън средата на ненарушения от по-късни строителни мероприятия слой би могло да се причисли към класическия период на античната епоха. Това доказва наличието на разделение на труда и специализация в занаятчийските умения още в ранния неолит.
В селото са съществували две начални училища „Отец Паисий“ и „Цар Симеон“. В Самоводене е основана кредитна кооперация „Сила“, която по-късно е преименувана на потребителска. ТКЗС „Васил Мавриков“ е създадено през 1945 година. Общественият център в село Самоводене е основан през 1873 година.

## Население
Численост на населението според преброяванията през годините:
| \| Година на преброяване \| Численост \| \| --------------------- \| --------- \| \| 1934 \| 3877 \| \| 1946 \| 3803 \| \| 1956 \| 3581 \| \| 1965 \| 3109 \| \| 1975 \| 3194 \| \| 1985 \| 2623 \| \| 1992 \| 2252 \| \| 2001 \| 2014 \| \| 2011 \| 1705 \| \| 2021 \| 1628 \| |           |
| Година на преброяване | Численост |
| 1934 | 3877      |
| 1946 | 3803      |
| 1956 | 3581      |
| 1965 | 3109      |
| 1975 | 3194      |
| 1985 | 2623      |
| 1992 | 2252      |
| 2001 | 2014      |
| 2011 | 1705      |
| 2021 | 1628      |

### Етнически състав
Преброяване на населението през 2011 г.
Численост и дял на етническите групи според преброяването на населението през 2011 г.:
|                     | Численост | Дял (в %) |
| Общо                | 1705      | 100.00    |
| Българи             | 1608      | 94.31     |
| Турци               | 22        | 1.29      |
| Цигани              | 26        | 1.52      |
| Други               | 3         | 0.17      |
| Не се самоопределят | 3         | 0.17      |
| Неотговорили        | 43        | 2.52      |

## Религия
Православният храм „Света Ирина“ е построен през 1840 година.
Предимно християни.

## Сгради

### Образование
- Основно училище „Христо Смирненски“
- Читалище „Извор“
- Детска градина „Самоводене“
- Библиотека „Изгрев“

### Други
- Частен етнографски музей „Маслянкови и синове“
- Клуб на пенсионера и инвалида „Родолюбец“
- Храм „Света Ирина“
- Младежки дом

## Културни и природни забележителности
- В селото се намира частен етнографски музей „Маслянкови и синове“. Музеят е разположен на площ 500 m². Разполага с над 800 експоната. Вход свободен. Приема посетители целогодишно, по всяко време.
- В близост до читалище „Извор“ се намира чешма, изградена в памет на загиналите партизани Иван Монков и Кирил Тананеев.

## Редовни събития
- Празникът на селото е на 5 май. Тогава се чества християнският празник „Света Ирина“, както се нарича и църквата в селото.
- Всяка година на Гергьовден се запалват два големи огъня: единият – от едната половина на селото, на хълма Кобилица, а другият – на хълма Мрямора, като се прави състезание кой огън ще стане по-висок. За целта още от началото на годината се събират гуми и материали за огньовете. И най-характерното е, че откакто е започнала традицията, огънят на хълма Кобилица винаги е по-голям!

## Транспорт
ЖП гарата се намира на линията Горна Оряховица – Велико Търново – Стара Загора.
Има редовна автобусна линия № 10 за Горна Оряховица, Велико Търново и Първомайци.
Село Самоводене има изключително добри транспортни връзки. Със старопрестолната столица Велико Търново го свързва линия № 10, която пътува на интервал от 15/20 минути. Освен нея, от Велико Търново до Самоводене биха могли да се използват почти всички автобусни линии за Русе, Свищов (без тези, които са през Павликени), Полски Тръмбеш, Павликени (без тези, които са през село Балван), Силистра, Никюп, Дичин и др. От село Самоводене би могло да се направи връзка и за Южна България, с автобусите за Момчилград.

## Известни личности
Родени в Самоводене
- проф. Петър Стефанов Гецов (1950), директор на Институт за космически изследвания
- Владимир Кабаиванов (1917), български химик-органик, професор
- Иван Николов Пангелов, български доцент
- Антоанета Тодорова-Селенска (р. 1963), българска копиехвъргачка
- Стефан Григоров, български химик

Починали в Самоводене
- Трифон Иванов (1965 – 2016), български футболист

## Спорт
В село Самоводене от около 65 години има футбол. Трибуните на стадиона са за 300 – 400 зрители. Базата е достъпна за всички самоводчани.
Отборът на селото се нарича „Спарта“ (ФК Самоводене).

## Кухня
- Самоводска яхния
- Царска туршия
- Салата от шушан

## Други
- На 23.11.2009 г. БНТ съобщава за бездомен стар човек, дядо Митко, в безпомощно състояние, останал без роднини, желаещи да му помагат.[7]
- На 12.07.2015 г. Нова ТВ съобщава за Лили от Самоводене, която почина броени дни преди да навърши 15 години.[8]
- На 29.11.2016 г. вестник „Днес“ съобщава за театрали от Самоводене, които спечелиха награда в Сърбия[9]
- На 12.07.2016 г. Евроком Царевец съобщава за жителка на село Самоводене, която стана хит в социалните мрежи заради клипове, които качва в интернет.[10]
- На 17.11.2016 г. вестник „Дестант“ съобщава за Камелия Къндева от Самоводене, която е на 16 години и вече има зад гърба си куп награди по модерен балет.[11]